# Schwarte (Lebensmittel)

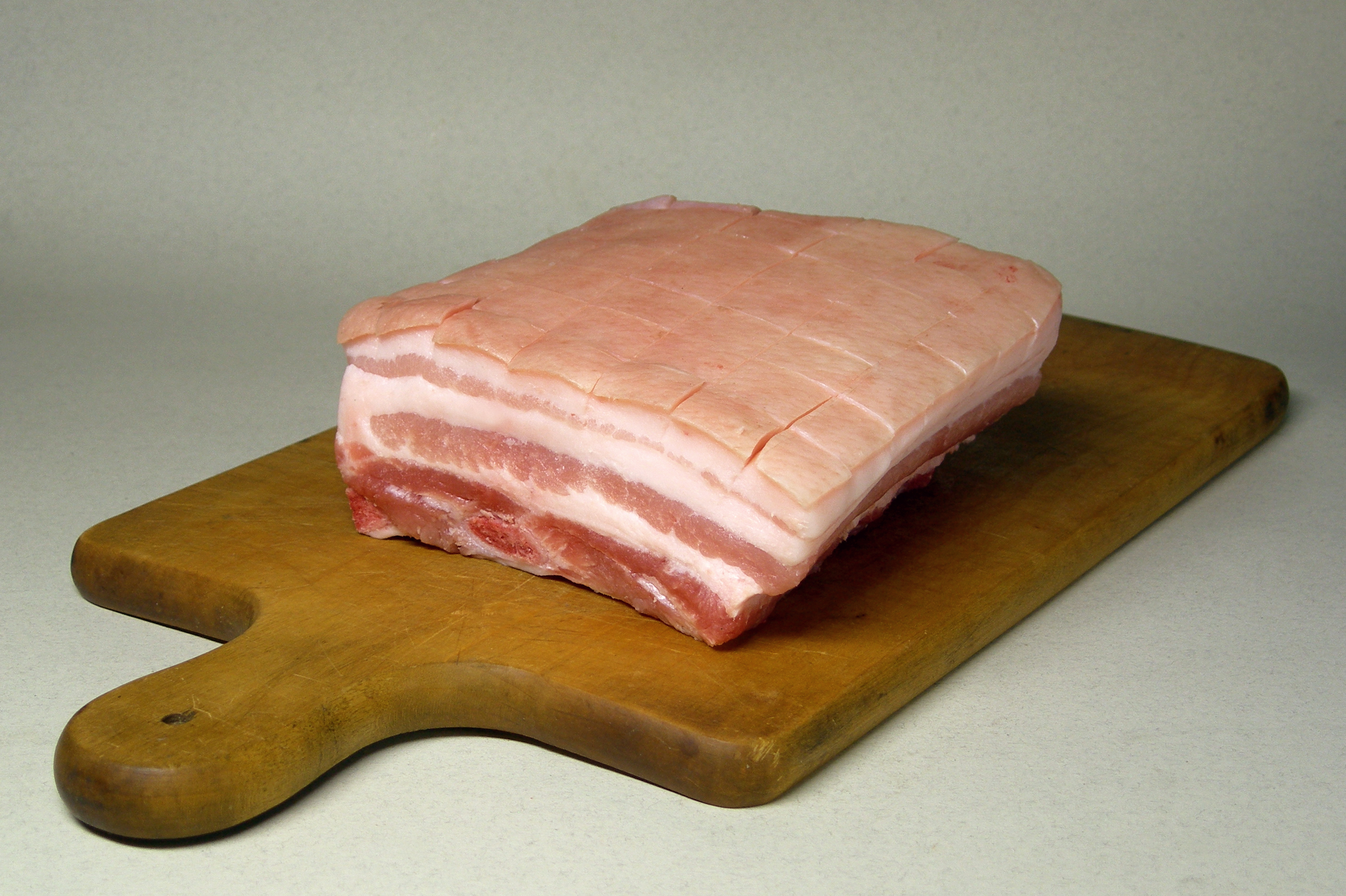
Bauchfleisch mit Schwarte (oben)

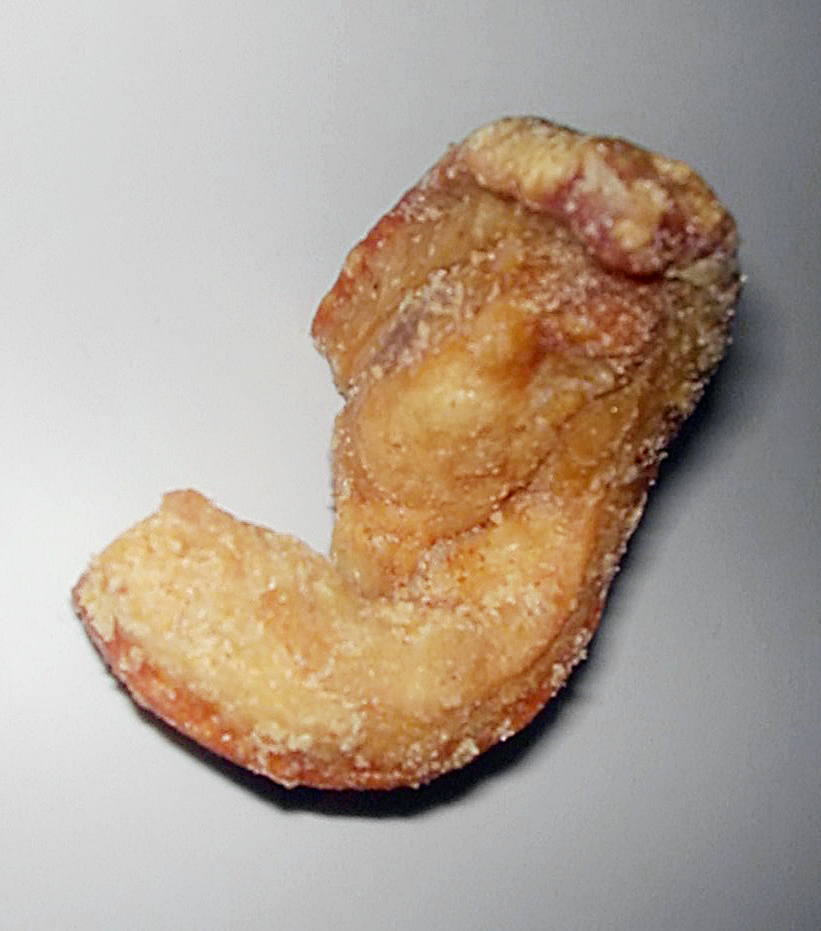
Frittierte Schwarte

Als Schwarte, in Österreich auch Schwartl, (Herkunft unbekannt, im Mittelhochdeutschen als swart[e] belegt) wird ursprünglich die dicke menschliche (behaarte) Kopfhaut oder die zähe dicke Haut mancher Säugetiere bezeichnet, in der Jägersprache die Haut des Dachses und des Schwarzwildes, als Nahrung seit etwa dem 18. Jahrhundert die Haut von Schweinen. Speckschwarte ist Schweinespeck mit anhaftender Haut.
Schweineschwarte dient überwiegend zerkleinert als Wurstzutat und bildet den wichtigsten Grundstoff zur Herstellung von Gelatine.
Direkt verzehrt werden kann die sonst zähe Schwarte nach längerem Kochen, Schmoren, Braten oder Backen, wodurch das Kollagen im Bindegewebe denaturiert und teilweise in Gelatine umgewandelt wird. Schwarte wird deshalb nur an Fleischstücken belassen, die entsprechend zubereitet werden sollten, wie Eisbein, Bauchfleisch oder Braten aus dem Schinken und der Schulter. Gekocht oder geschmort hat Schwarte eine weiche Konsistenz, gebraten oder gebacken (Schweinekrustenbraten) zieht sie sich stark zusammen, weshalb sie vorher meist mehrfach eingeschnitten wird, und wird mürbe und knusprig, wieder aufgewärmt hart und zäh. Schwarte von geräuchertem Bauchspeck wird traditionell in Eintöpfen und Saucen ausgekocht, aber nicht verzehrt. Vor allem in Dänemark, aber auch in Mittel- und Osteuropa, werden frittierte Schwarten als chipsähnliche Snacks verzehrt (dänische Speckkrusten [Flæskesvær]).